# Aulacoserica colmanti
Aulacoserica colmanti är en skalbaggsart som beskrevs av Louis Burgeon 1943. Aulacoserica colmanti ingår i släktet Aulacoserica och familjen Melolonthidae. Inga underarter finns listade.